# Teodor Pretwicz
Teodor Pretwicz (również Pretwic, Pretficz, Pretwitz) herbu Wczele (ur. 15 października 1775 w Kaliszu, zm. 1 grudnia 1836 ) – podpułkownik armii Księstwa Warszawskiego, oficer Legii Naddunajskiej.

## Pochodzenie
Urodził się w rodzinie szlacheckiej, pieczętującej się herbem Wczele, wywodzącej się ze Śląska, której najznamienitszym przedstawicielem był słynny zagończyk Bernard Pretwicz. Rodzina Pretwiczów była wyznania ewangelickiego. Rodzicami Teodora byli Adam Krzysztof Pretwicz oraz Zofia Wiktoria z Kosseckich. 

## Służba wojskowa
Do armii koronnej wstąpił w 1789, służąc w piechocie. Przed wybuchem powstania kościuszkowskiego (1794) był w stopniu chorążego, podczas insurekcji otrzymał swój pierwszy stopień oficerski zostając porucznikiem. 
Po rozbiorach Polski emigrował i w 1800 podjął służbę w Legii Naddunajskiej generała Karola Kniaziewicza, początkowo jako podporucznik, później porucznik. W 1801 otrzymał stopień kapitana, obejmując dowództwo 7 kompanii I batalionu Legii Naddunajskiej.
Po reorganizacji Legii Naddunajskiej oraz Legii Włoskiej gen. Dąbrowskiego, Teodor Pretwicz pozostał w służbie wojskowej dowodząc 2 kompanią II batalionu 3 Półbrygady Polskiej i wziął udział w wyprawie na San Domingo, gdzie wybuchło antyfrancuskie powstanie byłych niewolników. Na Karaibach przebywał od października 1802 i wrócił pod koniec listopada 1803. 
Po zwycięstwie cesarza Napoleona nad Królestwem Prus (1806–1807), Pretwicz, podobnie jak większość dawnych legionistów, wstąpił do armii utworzonego Księstwa Warszawskiego. W stopniu podpułkownika służył początkowo w 5 pułku piechoty, następnie w styczniu 1808 przeszedł do 6 pułku piechoty, a w maju tego samego roku do 7 pułku piechoty, gdzie pełnił funkcję szefa batalionu.
W październiku 1808 Teodor Pretwicz odszedł ze służby czynnej i przeszedł do administracji wojskowej jako komisarz wojskowy 2 klasy. W czasie wojny z Austrią (1809) pełnił stanowisko dowódcy „depozytów piechoty” w Kaliszu, który w tamtym czasie był stolicą departamentu. 
W administracji wojskowej pozostał do 1813, kiedy to po przegranej wojnie z Rosją tereny Księstwa Warszawskiego zostały zajęte przez armię rosyjską. Wówczas Pretficz dostał się do niewoli. 
Po powstaniu pozostającego pod rosyjską kontrolą Królestwa Polskiego Pretwicz otrzymał dymisję z wojska (1816). Osiadł prawdopodobnie w Gaci Pawęzowej, której był wtenczas właścicielem. 

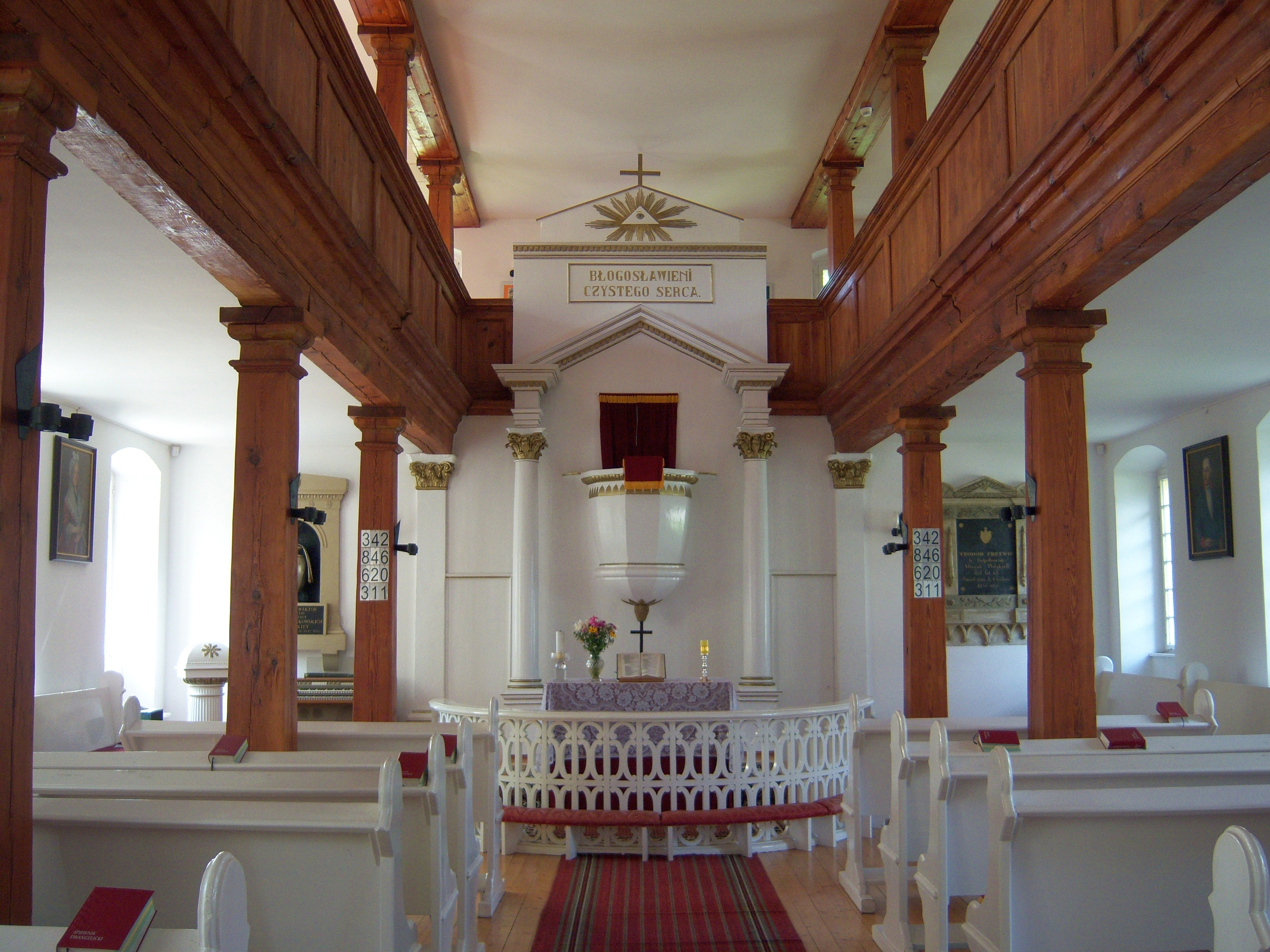
Wnętrze kościoła w Żychlinie, z widoczną po prawej stronie tablicą epitafijną Teodora Pretficza.

Zmarł 1 grudnia 1836. Został pochowany w Żychlinie koło Konina, gdzie w kościele ewangelicko-reformowanym zachowała się jego tablica epitafijna .

## Rodzina
Żoną Teodora była Helena Kijeńska. Miał dwóch synów: Józefa Wincentego i Ludwika Adama, którzy oboje porzucili protestantyzm, a w 1838 otrzymali od władz carskich potwierdzenie swojego szlachectwa.
Jego bratem był Ludwik (ur. ok. 1778, zm. 1802), którego kariera wojskowa aż do tragicznej śmierci była podobna do losów starszego brata: w stopniu chorążego walczył w powstaniu kościuszkowskim, po ostatecznym rozbiorze Polski, w 1799 wstąpił do Legii Naddunajskiej, gdzie otrzymał oficerski stopień porucznika, walczył pod Hohenlinden (1800), zginął na San Domingo w zasadzce zorganizowanej przez murzyńskich powstańców (1802).